# Hemminkisaari
Hemminkisaari är en ö i Finland. Den ligger i sjön Asunnanjärvi och i kommunen Keuru i den ekonomiska regionen  Keuru ekonomiska region  och landskapet Mellersta Finland, i den södra delen av landet, 230 km norr om huvudstaden Helsingfors. Öns area är 1,2 hektar och dess största längd är 160 meter i sydväst-nordöstlig riktning.